# خانه برناردا آلبا (فیلم ۱۹۸۲)
خانهٔ برناردا آلبا (به انگلیسی: The House of Bernarda Alba) یک فیلم است که در سال ۱۹۸۲ منتشر شد.